# Evangelische Kirche (Sands)

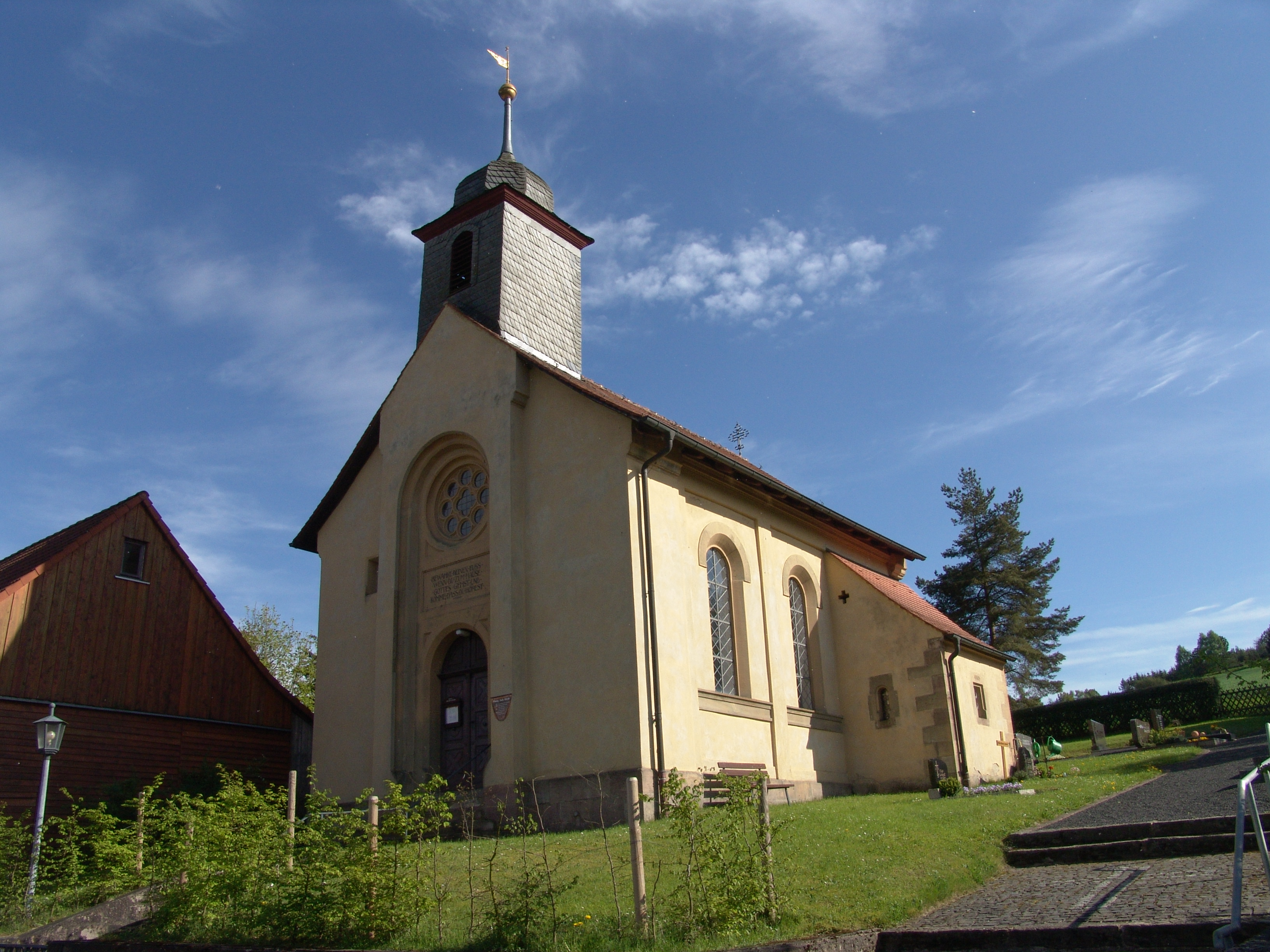
Die evangelische Kirche von Sands.

Die Evangelische Kirche Sands befindet sich in Sands, einem Gemeindeteil von Fladungen im unterfränkischen Landkreis Rhön-Grabfeld in Bayern.
Die Kirche gehört zu den Baudenkmälern von Fladungen und ist unter der Nummer D-6-73-123-101 in der Bayerischen Denkmalliste registriert. Sie gehört zur Kirchengemeinde Fladungen im Dekanat Bad Neustadt an der Saale im Kirchenkreis Ansbach-Würzburg der Evangelisch-Lutherischen Kirche in Bayern.

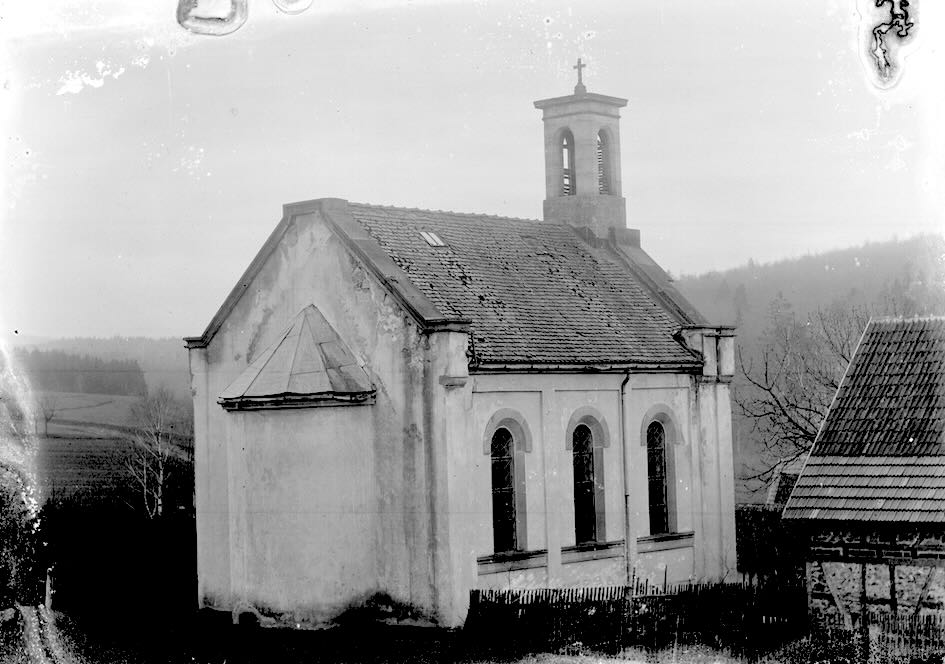
Foto der Kirche von Anton Tretter um 1900

## Geschichte
Sands war nach der Hennebergischen Reformation Bestandteil der Pfarrei im Nachbarort Willmars. Erste Protestanten gab es im Jahr 1566. Später kam Sands zum Pfarramt Filke und blieb dort bis zum Jahr 1982.
Die Einweihung der ersten Kirche fand im Jahr 1685 statt; sie erhielt im Jahr 1772 eine Orgel. In der Mitte des 19. Jahrhunderts musste diese Kirche jedoch wegen Baufälligkeit durch einen Neubau ersetzt werden. Diese neue Kirche wurde am zweiten Adventssonntag 1867 eingeweiht, jedoch musste sie wegen schlechter Bauweise erneut durch einen Neubau ersetzt werden. 
So entstand dann als drittes Kirchengebäude die heutige evangelische Kirche des Ortes, die am 9. Februar 1908 eingeweiht wurde und auch gleich eine neue Orgel bekam. Über dem Eingang zur Kirche steht folgende Inschrift:

„Bewahre deinen Fuß, wenn du zum Hause Gottes gehst und komme, daß du hörest!“

Das Innere der Kirche ist im neubarocken Stil gehalten. Eine hohe, gewölbte Holzdecke und die malerisch verzierte Empore machen den harmonischen Eindruck der Kirche aus. Die Kanzel beherbergt vier im Stil Albrecht Dürers geschnitzte Apostelfiguren. Zwischen zwei Säulen und den Worten „Es ist vollbracht!“ befinden sich ein geschnitzter Taufstein und der Altar mit Jesus am Kreuz.
Die angrenzende Sakristei stammt noch aus der Bauzeit der Kirche.